# 김금수
김금수(金錦守, 1937년 12월 25일~2022년 10월 25일)는 경상남도 밀양에서 태어난 대한민국의 노동운동가였다.

## 경력
- 1976년 한국노동조합총연맹 정책실장
- 1986년 한국노동교육협회KLEI) 창립, 대표 역임
- 1988년 한겨레신문 논설위원(노동문제 담당)
- 1995년 한국노동사회연구소(KISI) 창립, 초대 소장 역임
- 중앙노동위원회 조정담당 공익 역임
- 전태일기념사업회 이사장 역임
- 1995년~2003년 전국민주노동조합총연맹 지도위원 역임
- 2003년 노사정위원회 위원장
- 한국방송공사(KBS) 이사장 역임
- 민주노동당 고문 역임
- 2014년 6월 현재 한국노동사회연구소 명예이사장이자 세계노동운동사연구회 상임고문을 맡고 있으며, 매월 두 차례 노동운동사 학습모임을 진행하고 있다.